# Grandfontaine (Doubs)
Grandfontaine település Franciaországban, Doubs megyében. Lakosainak száma 1810 fő (2022. január 1.). Grandfontaine Torpes, Montferrand-le-Château, Thoraise, Velesmes-Essarts és Chemaudin et Vaux községekkel határos.

## Népesség
A település népességének változása:
| Lakosok száma | 476  | 1070 | 1111 | 1450 | 1500 | 1539 | 1647 | 1771 | 1784 | 1810 |
|               | 1968 | 1982 | 1990 | 2006 | 2013 | 2015 | 2017 | 2019 | 2020 | 2022 |